# Xenochrophis
Xenochrophis är ett släkte av ormar. Xenochrophis ingår i familjen snokar.
Arterna är med en längd av lite mer än en meter medelstora ormar. De förekommer från Afghanistan till Sydostasien, inklusive tillhörande öar. Släktets medlemmar lever i fuktiga habitat ofta nära vattensamlingar. De jagar fiskar och groddjur. Honor lägger ägg. Det giftiga bettet kan orsaka smärtor men det är i vanligt fall inte livshotande.
Arter enligt Catalogue of Life:
- Xenochrophis asperrimus
- Xenochrophis bellula
- Xenochrophis cerasogaster
- Xenochrophis flavipunctatus
- Xenochrophis maculatus
- Xenochrophis melanozostus
- Xenochrophis piscator
- Xenochrophis punctulatus
- Xenochrophis sanctijohannis
- Xenochrophis trianguligerus
- Xenochrophis vittatus

The Reptile Database listar ytterligare två arter.